# Державні таємниці
«Державні таємниці» (англ. Official Secrets) — американсько-британський політичний трилер 2019 року режисера Гевіна Гуда з Кірою Найтлі, Меттом Смітом, Метью Гудом, Адамом Бакрі, Індірою Вармою та Рейфом Файнзом у головних ролях.
Світова прем'єра стрічки відбулась на кінофестивалі «Санденс» 28 січня 2019 року. Його планують випустити у США 30 серпня 2019 року (IFC Films), у Великій Британії — 18 жовтня 2019 року (Entertainment One), в Україні — 19 вересня 2019 року (UFD).

## Сюжет
У 2003 році звичайна співробітниця британських спецслужб Кетрін Ган отримує по загальній розсилці електронного листа, в якому міститься жахлива вказівка від Агентства національної безпеки. США намагаються отримати підтримку Великої Британії в шпигунстві за членами Ради безпеки ООН з метою збору компромату, який можна буде використати для отримання голосів для підтримки вторгнення до Іраку. Ган не може стояти осторонь і дивитися, як світ штовхають до незаконної війни. Вона приймає доленосне рішення — кинути виклик уряду і «злити» електронний лист в пресу.

## У ролях
| Актор            | Роль                |
| ---------------- | ------------------- |
| Кіра Найтлі      | Кетрін Ґан          |
| Метью Гуд        | Пітер Бомонт        |
| Ріс Іванс        | Ед Валліамі         |
| Адам Бакрі       | Ясар Ган            |
| Індіра Варма     | Шамі Чакрабарті     |
| Рейф Файнз       | Бен Еммерсон        |
| Конлет Гілл      | Роджер Олтон        |
| Темзін Ґреґ      | Елізабет Вілмсгерст |
| Гетті Мораган    | Івон Рідлі          |
| Рей Пантакі      | Камал Ахмед         |
| Ангус Райт       | Марк Еллісон        |
| Кріс Ларкін      | Найджел Г. Джонс    |
| Моніка Долан     | Фіона Байгейт       |
| Джек Фартінг     | Енді Дамфрайс       |
| Клайв Френсіс    | Нік Вілкінсон       |
| Джон Геффернан   | Джеймс Велч         |
| Кеннет Кренем    | Суддя Гаям          |
| Даррелл Д'Сільва | Посол Чилі          |
| Міанна Берінг    | Джасмін             |
| Кріс Рейлі       | Джеррі              |
| Шон Дулі         | Джон                |
| Пітер Гіннес     | ТінТін              |
| Джеремі Нортем   | Лорд Макдональд     |

## Виробництво
Робота над проектом почалася у січні 2016 з Гаррісоном Фордом, Ентоні Гопкінсом, Полом Беттані, Наталі Дормер and Мартіном Фріманом, анонсувався початок зйомок у травні. Тахар Рахім та Джилліан Андерсон отримали ролі на Берлінському міжнародному кінофестивалі в 2016 році. Однак до червня 2017 року зйомки ще не почалися та акторка Андерсон заявила, що вона нічого не чула про проект з моменту отримання ролі.
До січня 2018 році проект було змінено: Гевін Гуд замінив Джастіна Чедвіка, Кіра Найтлі і Метт Сміт приєдналися до фільму у лютому, а раніше обрані актори більше не беруть участь у фільмі. У березні Рейф Файнз і Метью Гуд приєднався до акторського складу стрічки, зйомки якої планувалось почати 12 березня 2018 року в Йоркширі. Зйомки проходили у селі Бостон Спа 14 березня. Індіра Варма, Конлет Гілл і Темзін Ґреґ отримали ролі наступного дня. Місце зйомок до 19 березня перемістилося в Манчестер, який зображує у фільмі Лондон. У квітні 2018 року знімальну групу було помічено в Ліверпулі в Залі Св. Джоджа.

## Випуск
Світова прем'єра стрічки відбулась на кінофестивалі «Санденс» 28 січня 2019 року. Незабаром IFC Films придбав права на розповсюдження фільму в США. Його планується випустити в США 30 серпня 2019 року, у Великій Британії 18 жовтня 2019 року, в Україні — 19 вересня 2019 року. Раніше дату релізу називали 23 серпня 2019 року.